# Mexicana Universal Jalisco
Mexicana Universal Jalisco (hasta 2016 llamado Nuestra Belleza Jalisco) es un concurso a nivel estatal en Jalisco, México, que selecciona a la representante estatal rumbo al certamen nacional Mexicana Universal (antes llamado Nuestra Belleza México), aspirando así a representar al país a nivel internacional en alguna de las plataformas que se ofrecen.
La organización estatal ha logrado los siguientes resultados desde 1994:
- Ganadoras: 6 (1996, 2000, 2008, 2009, 2010, 2018)
- 1.ª Finalista: 3 (2006, 2007, 2014)
- 2.ª Finalista: 4 (2004, 2005, 2007,2014)
- 3.ª Finalista: 4 (2009, 2011, 2012, 2013)
- 4.ª Finalista: 2 (2017, 2022)
- Top 5/6: 2 (1994, 2016)
- Top 10/11/12: 6 (1998, 2001, 2010, 2012, 2015, 2016)
- Top 15/16: 5 (1995, 1997, 2006, 2019, 2021)
- Top 20/21: 3 (2001, 2003, 2004)
- Sin clasificación: 1 (2002)

#### Reinas Nacionales
- Sofía Aragón - Mexicana Universal 2019
- Nebai Torres -  Mexicana Internacional 2018 (Designada)
- Karin Ontiveros - Nuestra Belleza México 2010
- Ximena Navarrete - Nuestra Belleza México 2009
- Karla Carrillo - Nuestra Belleza México 2008
- Lupita González -  Miss Continente Americano México 2008 (Designada)
- Gladys Castellanos -  Miss Continente Americano México 2007 (Designada)
- Jacqueline Bracamontes - Nuestra Belleza México 2000
- Yessica Salazar - Nuestra Belleza Mundo México 1996

#### Reinas Internacionales
- Ximena Navarrete - Miss Universo 2010
- Lupita González -  Miss Continente Americano 2008

## Reinas Titulares
A continuación se presentan los nombres de las ganadoras anuales de Mexicana Universal Jalisco, enumeradas en orden ascendente, así como los resultados obtenidos durante el certamen nacional de Mexicana Universal. Así mismo se destacan en algún color las reinas estatales que representaron al país en alguna franquicia actual o que tuvo la organización nacional a través de los años.
| Franquicias actuales: - Compitió en Miss International. - Compitió en Miss Grand International. - Compitió en Miss Charm. - Compitió en Reina Hispanoamericana. - Compitió en Miss Orb International. - Compitió en Nuestra Latinoamericana Universal. | Antiguas franquicias: - Compitió en Miss Universe. - Compitió en Miss World. - Compitió en Miss Continente Americano. - Compitió en Miss Costa Maya International. - Compitió en Miss Atlántico Internacional. - Compitió en Miss Verano Viña del Mar. - Compitió en Reina de la Atlantida. - Compitió en Reina Internacional del Café. - Compitió en Reina Internacional de las Flores. - Compitió en Señorita Continente Americano. - Compitió en Nuestra Belleza Internacional. |

| Año                                                                      | Reina Titular                                                                           | Originaria                                                                              | Clasificación | Premio Especial | Notas |
| 2025                                                                     |                                                                                         |                                                                                         | | | |
| 2024                                                                     | Debido a cambios en las fechas del certamen nacional, no hubo elección estatal este año | Debido a cambios en las fechas del certamen nacional, no hubo elección estatal este año | Debido a cambios en las fechas del certamen nacional, no hubo elección estatal este año                                             | Debido a cambios en las fechas del certamen nacional, no hubo elección estatal este año                                             | Debido a cambios en las fechas del certamen nacional, no hubo elección estatal este año |
| 2023                                                                     | Gabriela Viridiana Reyes Vital (Renunció)                                               | Arandas                                                                                 | No Compitió | - | - Compitió en Miss Mesoamérica Universe 2018 - Miss Mesoamérica Universe México 2018 |
| 2023                                                                     | Natalia Garibay (Asumió)                                                                | Puerto Vallarta                                                                         | Por Competir | | |
| 2022                                                                     | Cristina Villegas Murillo (Renunció después de su participación nacional)               | Zapopan                                                                                 | - | - | - Top 10 en Miss Universe Mexico 2024 - Miss Universe Jalisco 2024 - Miss Intercontinental Norteamerica 2023 - 1.ª Finalista en Miss Intercontinental 2023 - Miss Intercontinental México 2023                                                              |
| 2022                                                                     | María José de la Torre Cerda (Asumió después de su participación nacional)              | Atotonilco el Alto                                                                      | 4.ª Finalista | - | - 1.ª Finalista en Mexicana Universal Jalisco 2022 - 1.ª Finalista en Srita. Turismo Región de los Altos 2015 - Srita. Atotonilco el Alto 2014 |
| 2021                                                                     | María Guadalupe Vargas Naranjo                                                          | Zapopan                                                                                 | Top 16 | - | - Top 5 en Miss Jalisco 2018 |
| 2020                                                                     | Debido a la contingencia por la pandemia Covid-19, no hubo elección estatal este año    | Debido a la contingencia por la pandemia Covid-19, no hubo elección estatal este año    | Debido a la contingencia por la pandemia Covid-19, no hubo elección estatal este año                                                | Debido a la contingencia por la pandemia Covid-19, no hubo elección estatal este año                                                | Debido a la contingencia por la pandemia Covid-19, no hubo elección estatal este año |
| 2019                                                                     | Michel López Sosa                                                                       | Guadalajara                                                                             | Top 15 | - | - 1.ª Finalista en Mexicana Universal Jalisco 2018 |
| 2018                                                                     | Dorothy Nathaly Sutherland Barragán (Destituida)                                        | Puerto Vallarta                                                                         | No Compitió | - | - Primera México-americana nacida en Jalisco |
| 2018                                                                     | Sofía Montserrat Aragón Torres (Asumió)                                                 | Zapopan                                                                                 | Mexicana Universal | Mejor Vestido de Noche | - 2.ª Finalista en Miss Universo 2019 - 2.ª Finalista en Mexicana Universal Jalisco 2018 - 2.ª Finalista en Miss Jalisco 2017 |
| 2017                                                                     | Nebai Torres Camarena                                                                   | Guadalajara                                                                             | 4.ª Finalista | Rostro Fuller Cosmetics | - Top 15 en Miss Internacional 2018 - Mexicana Internacional 2018 - 4.ª Finalista en Mexico's Next Top Model 2014 |
| Hasta el año 2016 el titulo estatal fue nombrado Nuestra Belleza Jalisco |                                                                                         |                                                                                         | | | |
| 2016                                                                     | Adriana Mardueño Villaseñor                                                             | Autlán                                                                                  | Top 10 | - | - |
| 2015                                                                     | Mariana Franco Anguiano                                                                 | Tonalá                                                                                  | Top 10 | - | - |
| 2014                                                                     | Alessa Bravo Agredano                                                                   | Guadalajara                                                                             | 2.ª Finalista | Camino al Éxito | - 1.ª Finalista en Nuestra Belleza Mundo México 2014 - Top 3 en Mexico's Next Top Model 2012 |
| 2013                                                                     | Paola Nereyda Sánchez Corona                                                            | Guadalajara                                                                             | 3.ª Finalista | Miss Top Model | - Compitió en Miss F1 México 2015 |
| 2012                                                                     | Ana Karen Siordia Velasco                                                               | Guadalajara                                                                             | Top 10 | - | - Compitió en Miss F1 México 2015 |
| 2011                                                                     | Lucía Silva González                                                                    | Puerto Vallarta                                                                         | 3.ª Finalista | Miss Top Model Personalidad Fraiche                                                                                                 | - Compitió en Miss F1 México 2015 |
| 2010                                                                     | Karin Cecilia Ontiveros Meza                                                            | Amatitán                                                                                | Nuestra Belleza Mexico | Miss Talento Camino al Éxito | - Compitió en Miss Universo 2011 |
| 2010                                                                     | Maria de Jesús Padilla Romo                                                             | Jalostotitlán                                                                           | - Asumió el título estatal cuando Karin Ontiveros ganó Nuestra Belleza México 2010 - 1.ª Finalista en Nuestra Belleza Jalisco 2010  | - Asumió el título estatal cuando Karin Ontiveros ganó Nuestra Belleza México 2010 - 1.ª Finalista en Nuestra Belleza Jalisco 2010  | - Asumió el título estatal cuando Karin Ontiveros ganó Nuestra Belleza México 2010 - 1.ª Finalista en Nuestra Belleza Jalisco 2010 |
| 2009                                                                     | Ximena Navarrete Rosete                                                                 | Guadalajara                                                                             | Nuestra Belleza México | Premio Académico Reina de Belleza Fuller                                                                                            | - Miss Universo 2010 |
| 2009                                                                     | Janeth Pérez Palencia                                                                   | Zapopan                                                                                 | - Asumió el título estatal cuando Ximena Navarrete ganó Nuestra Belleza México 2009 - 1.ª Finalista en Nuestra Belleza Jalisco 2009 | - Asumió el título estatal cuando Ximena Navarrete ganó Nuestra Belleza México 2009 - 1.ª Finalista en Nuestra Belleza Jalisco 2009 | - Asumió el título estatal cuando Ximena Navarrete ganó Nuestra Belleza México 2009 - 1.ª Finalista en Nuestra Belleza Jalisco 2009 |
| 2008                                                                     | Karla María Carrillo González                                                           | Guadalajara                                                                             | Nuestra Belleza México | Reina de Belleza Fuller | - 1.ª Finalista en Miss Continente Americano 2010 - Miss Continente Americano México 2010 - Compitió en Miss Universo 2009 |
| 2008                                                                     | Mayra González Vázquez                                                                  | Guadalajara                                                                             | - Asumió el título estatal cuando Karla Carrillo ganó Nuestra Belleza México 2008 - 1.ª Finalista en Nuestra Belleza Jalisco 2008   | - Asumió el título estatal cuando Karla Carrillo ganó Nuestra Belleza México 2008 - 1.ª Finalista en Nuestra Belleza Jalisco 2008   | - Asumió el título estatal cuando Karla Carrillo ganó Nuestra Belleza México 2008 - 1.ª Finalista en Nuestra Belleza Jalisco 2008 |
| 2007                                                                     | María Guadalupe González Gallegos                                                       | Tepatitlán                                                                              | 1.ª Finalista | Mejor Cabello Las Reinas Eligen | - Miss Continente Americano 2008 - Miss Continente Americano México 2008 - Srita. Turismo Región de Los Altos 2005 - Srita. Tepatitlán 2005 |
| 2006                                                                     | Gladys Castellanos Jiménez                                                              | Guadalajara                                                                             | 1.ª Finalista | Miss Talento Camino al Éxito Mejor Traje Típico                                                                                     | - 2.ª Finalista en Miss Continente Americano 2007 - Miss Continente Americano México 2007 |
| 2005                                                                     | Karina López Pérez                                                                      | Jalostotitlán                                                                           | - | - | - Srita. Turismo Región de Los Altos 2004 - Srita. Jalostotitlán 2004 |
| 2004                                                                     | Joanna Rivera Sibson                                                                    | Zapopan                                                                                 | Top 20 | - | - |
| 2003                                                                     | Ariadna Itzel Muro Esquivel                                                             | Zapopan                                                                                 | Top 20 | - | - Top 10 en Miss Universe Mexico 2024 - Miss Universe Comunidad Internacional 2024 - Finalista en Miss Universo Italia Región Veneto - Miss Woman Beauty 2023 - Miss Woman Beauty México 2023                                                               |
| 2002                                                                     | Beatriz García Barragán                                                                 | Guadalajara                                                                             | - | - | - |
| 2001                                                                     | Miriam de Jesús Ayala Núñez                                                             | San Miguel El Alto                                                                      | Top 20 | - | - Top 21 en Nuestra Belleza Mundo México 2001 |
| 2000                                                                     | Jacqueline Bracamontes Van Hoorde                                                       | Guadalajara                                                                             | Nuestra Belleza México | Miss St. Ives Mejor Piel | - Compitió en Miss Universo 2001 - Ganó la corona de Nuestra Belleza Mundo México 2000, sin embargo ganó también la corona de Nuestra Belleza México 2000 por lo que tuvo que desistir de ir a Miss Mundo. - Primera México-belga nacida en Jalisco         |
| 1999                                                                     | María Pía Marín Gutiérrez                                                               | Encarnación de Díaz                                                                     | - | - | - Compitió en Nuestra Belleza Jalisco 1997 - 1.ª Finalista en Srita. Turismo Región de los Altos 1996 - Srita. Encarnación de Díaz 1996 - Reina de las Fiestas Patronales de Nuestra Señora de la Encarnación 1996 - Embajadora de las Fiestas Patrias 1995 |
| 1998                                                                     | Gloria Alejandra Morales Macias                                                         | Zapopan                                                                                 | Top 10 | - | - |
| 1997                                                                     | Tatiana Eileen Ruvalcaba Della Roca                                                     | Yahualica de González Gallo                                                             | Top 16 | - | - |
| 1996                                                                     | Yessica Salazar González                                                                | La Barca                                                                                | Nuestra Belleza Mundo México | - | - Top 10 en Miss Mundo 1996 - Top 16 en Nuestra Belleza México 1996 |
| 1995                                                                     | Tania Prado Laursen                                                                     | Zapopan                                                                                 | Top 16 | - | - |
| 1994                                                                     | Luz Elena González de la Torre                                                          | Guadalajara                                                                             | Top 6 | - | - |

## Concursantes designadas
A partir del año 2000, se abrió la posibilidad de que los estados de la República tuvieran más de una candidata, esto como consecuencia de que algunos estados no enviaran candidatas por alguna razón. Las siguientes concursantes de Jalisco fueron invitadas a competir en el certamen nacional junto con la reina titular, obteniendo en algunos casos mejores resultados.

| Año  | Reina Titular                     | Originaria              | Clasificación | Premio Especial                        | Notas |
| 2021 | Priscila Franco Franco            | Tepatitlán              | Top 16        | -                                      | - 3.ª Finalista en Miss Grand México 2023 - Miss Grand Jalisco 2023 - 2.ª Finalista en Mexicana Universal Jalisco 2021 - Compitió en Srita. Turismo Región de los Altos 2018 - Srita. Tepatitlán 2018                     |
| 2016 | Ángela Goretti Robles Ibarra      | Guadalajara             | Top 5         | -                                      | - 1.ª Finalista en Miss Model of the World 2017 - Miss Model of the World México 2017 - 1.ª Finalista en Nuestra Belleza Jalisco 2016 - Compitió en Miss F1 México 2015 - 1.ª Finalista en Nuestra Belleza Jalisco 2015   |
| 2014 | Karina Stephania Martin Jímenez   | Tonalá                  | 1.ª Finalista | Las Reinas Eligen Personalidad Fraiche | - 4.ª Finalista en Miss Supranacional 2015 - Miss Supranational México 2015 - Compitió en Miss F1 México 2015 - World Miss University Norteamérica 2014 - World Miss University 2014 - Miss Mundo Universidad México 2014 |
| 2013 | Rocío Hernández Zamudio           | San Ignacio Cerro Gordo | -             | Mejor Traje Típico                     | - Top 5 en Nuestra Belleza Jalisco 2013 |
| 2012 | Jacqueline Ivonne Sauza Ávila     | Guadalajara             | 3.ª Finalista | -                                      | - Top 5 en Nuestra Belleza Mundo México 2012 - Designada Nuestra Belleza Jalisco Virtual 2012 - Finalista Casting Virtual rumbo a Nuestra Belleza México 2012                                                             |
| 2010 | Eunice Guadalupe Sánchez Valencia | Guadalajara             | Top 10        | -                                      | - Top 10 en World Miss University 2010 - Miss Mundo Universidad México 2010 - Top 5 en Nuestra Belleza Jalisco 2010 |
| 2009 | Sandra Luz Vargas Plazola         | Puerto Vallarta         | 3.ª Finalista | -                                      | - Top 5 en Nuestra Belleza Jalisco 2009 |
| 2007 | María Esmeralda Pimentel Murguía  | Ciudad Guzmán           | 2.ª Finalista | -                                      | - Top 5 en Nuestra Belleza Jalisco 2007 |
| 2006 | Perla Lizbeth Mercado Barajas     | Guadalajara             | Top 15        | -                                      | - Top 5 en Nuestra Belleza Jalisco 2006 |
| 2005 | Ana Paola Sifuentes Gutiérrez     | Guadalajara             | 2.ª Finalista | -                                      | - 1.ª Finalista en Nuestra Belleza Jalisco 2005 |
| 2004 | Gabriela Vázquez Patrón           | Guadalajara             | 2.ª Finalista | -                                      | - 1.ª Finalista en Nuestra Belleza Jalisco 2004 |
| 2003 | Gladys Anaya Martín               | San Miguel el Alto      | -             | -                                      | - 1.ª Finalista en Nuestra Belleza Jalisco 2000 - 1.ª Finalista en Srita. Turismo Región de los Altos 2000 - Srita. San Miguel el Alto 2000                                                                               |
| 2003 | Paola Topete Vela                 | Guadalajara             | -             | -                                      | - 2.ª Finalista en Nuestra Belleza Jalisco 2000 |
| 2002 | Cecilia de Jesús Gutiérrez Avilés | Guadalajara             | -             | -                                      | - Señora México Internacional 2021 - Señora Jalisco 2021 - 1.ª Finalista en Nuestra Belleza Jalisco 2002 |
| 2001 | Sarahi Alejandra Álvarez Negrete  | Guadalajara             | Top 20        | -                                      | - Top 21 en Nuestra Belleza Mundo México 2001 - Top 3 en Nuestra Belleza Jalisco 2001 |
| 2001 | Ana Inés Santoyo Jasso            | Guadalajara             | Top 10        | -                                      | - Top 21 en Nuestra Belleza Mundo México 2001 - Top 3 en Nuestra Belleza Jalisco 2001 |
| 2000 | Libertad Godínez Herrera          | Zapopan                 | -             | Mejor Piel                             | - 1.ª Finalista en Nuestra Belleza Jalisco 2000 |